# Cisma de Moscou-Constantinopla do século XV a XVI
O Cisma Moscou–Constantinopla do séc. XV a XVI ou Cisma entre o Patriarcado de Constantinopla e parte de sua Metrópole de Kiev e toda a Rus' (que mais tarde se tornou o Patriarcado de Moscou) ocorreu entre aproximadamente 1467 e 1560. Este cisma de facto terminou supostamente por volta de 1560.
Em 15 de dezembro de 1448, Jonas tornou-se Metropolita de Kiev e de Toda a Rússia sem o acordo do Patriarcado de Constantinopla, o que tornou a Metrópole de Kiev e Toda a Rússia de facto independente. Em resposta, em 1458, um metropolita rival Gregório, o Búlgaro, foi nomeado e consagrado pelo Papa de Roma como Metropolita Católico Bizantino de Kiev e de Toda a Rússia. O metropolita Gregório foi então reconhecido pelo patriarca Dionísio I de Constantinopla em 1466; como Constantinopla manteve a Unia com a Igreja Católica Romana até 1484, Kiev retornou à jurisdição de Constantinopla. Dionísio, portanto, exigiu em 1467 que todos os hierarcas da Moscóvia se submetessem a Gregório, mas Moscou recusou peremptoriamente. No mesmo ano, o grão-príncipe Ivan III de Moscou declarou a ruptura completa das relações com o Patriarcado de Constantinopla.
As relações foram gradualmente restauradas e em 1560 o Patriarca de Constantinopla considerou o Metropolita de Moscou seu exarca. Em 1589–1591, a Igreja de Moscou foi reconhecida como autocéfala, e o Patriarca de Moscou mais tarde tornou-se o quinto Patriarca da Igreja Ortodoxa.